# Hermetia crabro
Hermetia crabro är en tvåvingeart som beskrevs av Osten Sacken 1886. Hermetia crabro ingår i släktet Hermetia och familjen vapenflugor. Inga underarter finns listade i Catalogue of Life.